# Pretty Scary Silver Fairy
Pretty Scary Silver Fairy è il secondo album in studio della cantante norvegese Margaret Berger, pubblicato nel 2006.

## Tracce
1. Silver Fairy – 3:58
2. Seek I'll Hide – 4:19
3. Will You Remember Me Tomorrow? – 3:43
4. Samantha – 3:28
5. I'm Gonna Stay After Summer – 3:54
6. Get Physical – 2:54
7. Naive (16) – 3:41
8. Robot Song – 3:30
9. Pretty Things in Life – 4:01
10. Have You Never Ever? – 3:59